# ديفيد سوليفان (نقابي)
ديفيد سوليفان (بالإنجليزية: David Sullivan)‏ هو نقابي أمريكي، ولد في 7 مايو 1904 في نيويورك في الولايات المتحدة، وتوفي في 23 يناير 1976 في فلاشينغ ‏ في الولايات المتحدة.